# Khedebneithirbinet I
Khedebneithirbinet I (fl. VII-VI secolo a.C.) è stata una regina egizia della XXVI dinastia, probabilmente sposa del faraone Necao II e madre del suo successore, Psammetico II.
Il suo nome significa "Neith uccide il malocchio/la maledizione."
La sua identificazione con la sposa di Necao II si basa solamente sul fatto che il suo sarcofago risale al XXVI dinastia, che i titoli di Sposa del Re e Madre del Re combaciano, e che per il sovrano non è attestata nessuna altra moglie. Si tratta del coperchio del suo sarcofago di pietra, cioè il più esterno, destinato a contenere tutte le altre bare: si trova a Vienna, al Kunsthistorisches Museum, dopo che fu scoperto nel 1807. Se la provenienza del reperto è corretta, la regina Khedebneithirbinet I fu sepolta a Sebennito.

## Titolo
- Grande Sposa Reale
- Madre del Re